# Марина Благојевић
Марина Благојевић Хјусон (5. фебруар 1958 — 6. јун 2020) била је српска социолошкиња, национална експерткиња за родну равноправност и феминисткиња. Радила је као научна саветница у Институту за криминолошка и социолошка истраживања у Београду.

## Биографија
Марина Благојевић се школовала на Универзитету у Београду (основне студије 1982; мастер 1989; докторат 1990). Године 1990, заједно са Весном Гојковић, Мајом Кораћ, Анђелком Милић, Жараном Папић, и Лином Вушковић, Марина Благојевић је основала Женску странку, ЖЕСТ. Године 1991, заједно са осталим члановима феминистичке групе „Жена и друштво“, Марина Благојевић је иницирала основање женских студија у Београду. Од 1994. до 1998, била је иницијатор и организатор прве феминистичке конференције у пост-комунистичким земљама (у организацији женских студија, Београд), а 1998. и првог Форума НВО у Србији (у организацији Демократског центра Фондације).
Бивша је председница социолошког удружења Србије. Такође је научна саветница у Институту за криминолошка и социолошка истраживања у Београду, као и директорка истраживачког центра за род и етницитет Алтера МБ у Будимпешти, у Мађарској. Марина је предавала на Универзитету у Сарајеву и Централно-европском Универзитету, а 2014 је постала гостујући професор на Универзитету у Грацу. Као међународна експерткиња за родну равноправност радила је у разним организацијама, као што су Европска комисија, Европски парламент, Програм Уједињених нација за развој, УН Жена, Програма Уједињених нација за развој, СИДА, и Међународног фонда за пољопривредни развој. Објавила је преко 120 научних публикација из области родних студија, укључујући и већи број књига.
Марина Благојевић била је удата за Џона Хјусона, професора спортских и културних студија и директора Међународног фудбалског института на Универзитету у Централном Ланкаширу, у Уједињеном Краљевству. 
Преминула је 6. јуна 2020. године